# 茨城県道52号石岡城里線
茨城県道52号石岡城里線（いばらきけんどう52ごう いしおかしろさとせん）は、茨城県石岡市から東茨城郡城里町に至る県道（主要地方道）である。

## 概要
石岡市府中（国道355号現道）を起点に茨城県の中部地域を南北に縦断し、水戸市内原地区を経由して城里町石塚を終点とする路線。通称、石塚街道とよばれている。
水戸市鯉渕町では右左折する複雑なルートを経て、水戸市内原でイオンモール水戸内原の脇を通り、内原跨線橋でJR常磐線を越えて水戸市中原町の内原跨線橋北交差点で国道50号と交差接続する。

### 路線データ
- 起点：石岡市府中3丁目969番1地先（国道355号交点＝「国分町府中3丁目」交差点）[1]
- 終点：東茨城郡城里町石塚字山王1195番4（茨城県道61号日立笠間線・茨城県道246号錫高野石塚線交点）[2]
- 重要な経過地：小美玉市、水戸市[3]
- 総延長：40.962 km[4]
- 重用延長：1.455 km[4]
- 未供用延長：なし[4]
- 実延長：39.507 km[4]
- 自動車交通不能区間延長[注釈 1]：なし[4]

## 歴史
石岡市内（起点 - 石岡市行里川）の区間は以前は国道6号で、さらに遡れば江戸時代の水戸街道であった。沿道の石岡二丁目地内に当時の一里塚が今も現存している。
1959年（昭和34年）10月14日、前身にあたる県道として東茨城郡常北町大字石塚を起点とし、東茨城郡茨城町、内原村（現、水戸市内原）を経由して石岡市を終点とする区間を県道石塚石岡線として茨城県より路線認定された。
1982年（昭和57年）11月、県道石岡石塚線の路線認定の一部を変更する告示がなされ、起点・終点を入れ替えて起点を石岡市、終点を常北町とする県道石岡常北線として再認定されて、1995年（平成7年）の整理番号の再編成により、現在の整理番号52となる。
2005年（平成17年）には、「平成の大合併」により常北町が城里町と改称されていたことから、路線名が石岡常北線から石岡城里線となり現在に至る。
経路の方は、1990年（平成2年）3月まで、常北町の石塚市街地内を通る国道123号交点を終点としていたが、現在は県道61号日立笠間線交点が終点である。水戸市（旧内原町）では、かつての旧道が鯉渕中央交差点（鯉渕十字路）からJR内原駅前の常磐線踏切を渡り、内原駅入口交差点（杉崎十字路）で国道50号旧道と接続するルートを通っていた。これが、内原駅前のイオンモール水戸内原がある土地区画整理を機に、2000年（平成12年）に内原跨線橋を含む新道が開通している。

### 年表
- 1959年（昭和34年）10月14日：現在の路線の前身である県道石塚石岡線が路線認定される[5]。
- 1982年（昭和57年）11月1日
  - 前身にあたる県道石塚石岡線の路線認定の一部が変更され、県道石岡常北線として再認定される[3]。
  - 道路の区域を、石岡市府中3丁目 - 東茨城郡常北町大字石塚の40.328 km区間に指定[1]。
- 1983年（昭和58年）1月31日：東茨城郡美野里町大字納場 - 大字張星の区間 (1.667 km) を2車線化拡幅改良工事する道路区域に指定[6]。
- 1985年（昭和60年）1月17日：石岡市行里川に道路改良バイパス道路 (754 m) を新設する道路区域を指定[7]。
- 1986年（昭和61年）2月20日：東茨城郡常北町大字石塚地内（ - 現・終点）にバイパス (835 m) を新設する道路区域が決定し、その一部分を供用開始[8]。
- 1989年（平成元年）9月14日：美野里町大字納場 - 大字張星の現道 (1.64 km) を道路拡幅2車線化[9]。
- 1990年（平成2年）3月15日：常北町大字石塚（ - 旧終点・国道123号）の旧道 (575 m) が指定解除され町道へ降格し、終点位置が現在地に移る[2]。
- 1993年（平成5年）
  - 3月8日：水戸市木葉下町 - 常北町大字上入野のバイパス道路を新設する道路区域 (3.734 km) が決定する[10]。
  - 5月11日：建設省から、県道石岡常北線が石岡常北線として主要地方道に指定される[11]。
- 1995年（平成7年）3月30日：整理番号62から現在の番号（整理番号52）に変更される[12]。
- 1997年（平成9年）4月3日：石岡市行里川地内の旧道 (704 m) が県道指定解除され市道に降格する[13]。
- 1998年（平成10年）1月16日：西茨城郡友部町大字長兎路 - 同町大字柏井のバイパス一部区間 (1.592 km) を新設する道路区域が決定する[14]。
- 1999年（平成11年）3月29日：東茨城郡内原町鯉渕（鯉渕東交差点） - 中原（中原交差点）のバイパスを新設する道路区域 (3.531 km) が決定する[15]。
- 2000年（平成12年）2月24日：内原町大字内原（内原中学校付近） - 大字中原（国道50号）の内原跨線橋の道路が開通[16]。
- 2004年（平成16年）
  - 1月8日：西茨城郡岩間町大字安居（あご）の岩間工業団地付近でバイパス (1.278 km) を新設する道路区域が決定する[17]。
  - 3月22日：内原町大字鯉渕地内のバイパス (1.077 km) を新設する道路区域が決定する[18]。
- 2005年（平成17年）4月1日：石岡常北線から現路線名に名称変更[19]。
- 2006年（平成18年）12月25日：東茨城郡城里町大字上入野地内（茨城県道51号水戸茂木線交点付近）の旧道 (770 m) が県道指定を解かれて町道降格となる[20]。
- 2008年（平成20年）3月21日：水戸市大字鯉淵町からJR内原駅前を通り、同市大字中原町（中原交差点）の旧道（延長5.468 km）が県道指定を解かれて市道降格となる[21]。
- 2021年（令和3年）3月25日：笠間市長兎路 - 同市柏井の茨城中央工業団地（笠間地区）内の新道（805 m）を供用開始[22]。
- 2022年（令和4年）3月22日：笠間市安居（岩間工業団地） - 笠間市柏井（茨城中央工業団地笠間地区）にバイパス（4.145 km）を延伸するための道路区域を指定[23]。
- 2024年（令和6年）9月3日：水戸市有賀町（園部マッサージ院前） - 同市牛伏町のバイパス (0.7 km) が開通する[24][25]。

## 路線状況
石岡市から小美玉市までは国道6号と並走するように延びていて、比較的交通量が多い。ほとんどの区間が対向2車線であるが、笠間市の俎倉交差点を少し超えた辺り - 笠間市の仁古田交差点間と、水戸市鯉渕町および、水戸市牛伏町 - 水戸市木葉下町間は線形の悪い狭隘区間で本路線のボトルネックになっており、交通量も比較的多いので走行には十分注意がいる。
石岡市府中の市街地内は、都市計画道路 若松行里川線として街路整備事業が進められている。
道路法の規定に基づき、水戸市鯉淵町（主要地方道内原塩崎線交差） - 同市中原町（内原跨線橋北交差点）間は、緊急輸送道路として機能を維持するため、災害発生時の被害拡大防止を目的に道路用地内に電柱を建てることが制限されている。

### 通称
- 石塚街道

### 重複区間
- 茨城県道43号茨城岩間線（笠間市安居 地内）
- 茨城県道40号内原塩崎線（水戸市鯉淵町 地内）
- 茨城県道113号真端水戸線（水戸市谷津町 地内）

### 道路施設
- 泉橋（JR常磐線、石岡市府中 - 泉町・石岡）
- 杉並歩道橋（石岡市杉並・石岡）
- 行里川歩道橋（行里川交差点、石岡市杉並 - 行里川）
- 行里川橋（園部川、石岡市行里川 - 小美玉市大谷）
- 小山橋（巴川、小美玉市納場 - 寺崎）
- 仁古田橋（涸沼川、笠間市安居 - 仁古田）
- 柏井橋（枝折川、笠間市仁古田 - 柏井）
- 新川橋（涸沼前川、水戸市鯉渕町）
- 湿気橋（常磐自動車道、水戸市鯉渕町）
- 内原跨線橋（JR常磐線、水戸市中原町）
- 小松橋（藤井川、東茨城郡城里町大字上入野）
- 北米橋（西田川、東茨城郡城里町大字下青山）

## 地理

### 通過する自治体
- 石岡市
- 小美玉市
- 笠間市
- 水戸市
- 東茨城郡城里町

### 交差する道路

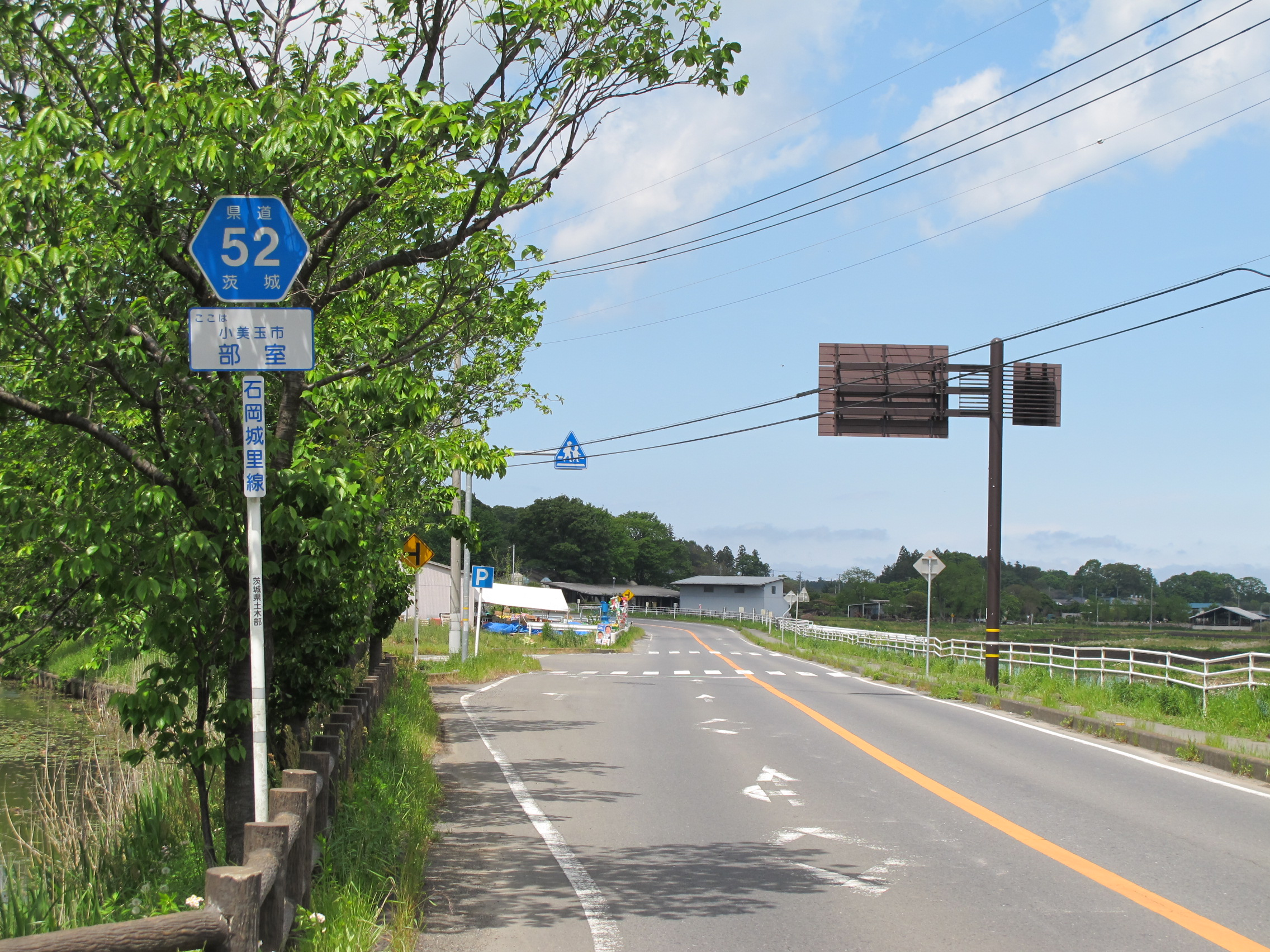
茨城県道52号石岡城里線
小美玉市部室（2013年5月12日）

- 国道355号（起点：国分町府中3丁目交差点）
- 茨城県道7号石岡筑西線（石岡市杉並：行里川交差点）
- 茨城空港アクセス道路（石岡市大谷：大谷東交差点）
- 茨城県道145号上吉影岩間線（小美玉市張星：張星南交差点）
- 茨城県道279号羽鳥停車場江戸線（小美玉市江戸）
- 茨城県道145号上吉影岩間線（小美玉市納場：納場十字路交差点）
- 茨城県道43号茨城岩間線（笠間市安居：俎倉交差点）
- 茨城県道43号茨城岩間線（笠間市安居）
- 茨城県道43号茨城岩間線（笠間市安居）
- 茨城県道16号大洗友部線（笠間市仁古田：仁古田交差点）
- 茨城県道16号大洗友部線（笠間市仁古田）
- 茨城県道40号内原塩崎線（水戸市鯉淵町：鯉渕郵便局前交差点）
- 茨城県道105号友部内原線（水戸市鯉淵町）
- 茨城県道30号水戸岩間線（水戸市鯉淵町：鯉渕中央交差点 - 鯉渕東交差点）
- 国道50号（水戸市中原町：内原跨線橋北交差点）
- 茨城県道113号真端水戸線（水戸市谷津町）
- 茨城県道113号真端水戸線（水戸市谷津町）
- 茨城県道51号水戸茂木線（東茨城郡城里町大字上入野：小松交差点）
- 茨城県道61号日立笠間線・茨城県道246号錫高野石塚線（終点）

### 沿線
- スポーツプラザ山新（石岡市石岡二丁目）
- フォレストモール石岡ショッピングセンター（石岡市石岡）
- 久保田整形外科病院（石岡市行里川）
- 小美玉市立納場小学校（小美玉市納場）
- 岩間工業団地（笠間市安居）
- 茨城中央工業団地笠間地区（笠間市長兎路）
- いばらき中央福祉専門学校（水戸市鯉淵町）
- うちはらスワン保育園（水戸市鯉淵町）
- 日本農業実践学園（水戸市内原町）
- イオンモール水戸内原（水戸市内原二丁目）
- 水戸西流通センター（水戸市谷津町）
- 藤井川ダム（東茨城郡城里町）
- サテライト水戸（城里町大字上入野）
- 小松簡易郵便局（城里町大字増井）
- 笠間警察署城里地区交番（城里町大字石塚）